# SIMPURE L
SIMPURE L（シンピュア・エル）は、韓国の大手電機メーカー、LG電子によって開発された、NTTドコモの第三世代携帯電話 (FOMA) 端末製品 FOMA L600i（フォーマ・エル ろく まる まる アイ）のブランド名である。

## 概要
SIMPURE Lは、国際ローミングサービス WORLD WING に対応する折りたたみ式端末。
GSM・GPRSネットワークを利用できる。
FOMAでは2GHz帯のみに対応。800MHz帯を使うFOMAプラスエリアや、1.7GHz帯には対応していない。
ヒンジ部分には回転式の130万画素 CMOS デジタルカメラを内蔵している。
こうした機構により、撮影者自らを撮影するときもディスプレイのプレビューで確認しながら、高精細なカメラを利用できる。
ディスプレイには2インチのTFT液晶を採用。
画面解像度は176×220ピクセルと、やや控えめである。
背面には1.17インチという大きめのカラー有機ELサブディスプレイを搭載。
このほか、AAC形式の楽曲ファイルの再生に対応。
容量1GBまで対応するminiSDメモリーカードスロットを備えている。
コンパクトなボディには1,300mAhという大容量リチウムイオンバッテリを搭載している。
これにより、待ち受け時間は静止時550時間・移動時450時間、連続通話時間は現行のFOMAでは最長の音声200分・テレビ電話150分となっている。
旅行先でもつきまとう、電池切れへの心配が軽減された。
国内メーカーの端末と違い、電源を入れる時は電源ボタンを長押しせずに、ワンタッチすると起動するのが特徴的である。
赤外線機能は、テレビなどのリモコンとしては使えない。
SIMPURE Lを開発したLG電子では、かねて自社開発の携帯電話を世界に向けて出荷している。
そのLG電子が日本の携帯電話市場に参入するにあたっての足がかりとして、機能をシンプルなものとした低価格端末製品群、SIMPUREシリーズ端末の開発を手がけた。
NTTドコモはLG電子の開発スピードの迅速さを高く評価している。
LG電子もまた、より高機能な端末の開発に挑戦する意欲を見せている。

## 仕様
- 電池パック L01[2]
  - 製造:LG電子
  - 容量:1,300 mAh
- SAR: 0.426 W/kg

## 歴史
- 2006年3月6日: NEC製端末 SIMPURE N (N600i) とともに SIMPURE （シンピュア）シリーズの開発を発表。
- 2006年4月14日: SIMPURE L 発売開始。

## 不具合
- 2006年7月12日:海外渡航時に認証不良により、通話及び通信が不能になる場合がある事を発表した。対象となるのは約85,000台。14日より修理受付を開始、21日までに全国で販売を再開した。
- 2007年3月12日:海外渡航時に一部のFOMAカード+一部の海外事業者ネットワークとの組み合わせにて、携帯電話とネットワーク間で行われる認証が正常に完了しない場合があり、その後、携帯電話が圏外表示のままで国内でも使用できなくなる不具合が発生することを発表した。対象台数は未発表。一部のFOMAカードと組み合わせて使用している対象者には2007年3月19日（月曜）より順次DMが送付され、ドコモ故障取扱窓口にてFOMAカード交換(再発行)となる。